# Louis Bouly de Lesdain
Pour les articles homonymes, voir Bouly et Lesdain.
Louis Bouly de Lesdain est un avocat et héraldiste français, né à Dunkerque le 21 mars 1864, mort à Saint-Germain-de-Montgommery (Calvados) le 26 janvier 1944.

## Biographie
Issu d'une famille du Nord, il est le fils de Jules Bouly de Lesdain, et de Louise Vandercolme. Docteur en droit en 1890, ayant rédigé une thèse au sujet Des nullités de mariage, en droit romain et en droit français à la faculté de droit de Paris, il devient avocat au barreau de Dunkerque, dont il sera bâtonnier. Il est membre du Comité flamand de France.
Il se consacra à l'héraldique, collaborant à partir de 1896 aux Archives héraldiques suisses, puis correspondant de la Société suisse d'héraldique en 1920, membre de l'association autrichienne Adler (de). Malheureusement, le manuscrit du traité d'héraldique qu'il préparait et ses notes furent détruits lors d'un bombardement à Dunkerque pendant la seconde guerre mondiale.

## Publications
- Études héraldiques, Miscellanea heraldica, tome 1, Le Léopard d'Or, Paris, 1979 :
  - Les variantes dans les armoiries ; p. 1-46. (« Annuaire du Conseil héraldique de France », 1897, p. 255-75)
  - Les armoiries des femmes d’après les sceaux ; p. 47-75. (« Annuaire du Conseil héraldique de France », 1898, p. 176-208)
  - L’armorial breton de Guy Le Borgne ; p. 77-85. (« Annuaire du Conseil héraldique de France », 1903, p. 105-113)
  - Les armoiries japonaises ; p. 87-97. (« Annuaire du Conseil héraldique de France », 1905, p. 250-276)
  - Les armoiries danoises ; p. 99-125. (« Annuaire du Conseil héraldique de France », 1906, p. 225-235)
  - Études héraldiques sur le XIIe siècle ; p. 127-186. (« Annuaire du Conseil héraldique de France », 1907, p. 185-244)
- Études héraldiques, Miscellanea heraldica, tome 2, Le Léopard d'Or, Paris, 1983 :
  - Les brisures d’après les sceaux ; p. 1-39. (« Archives héraldiques suisses », 1896, p. 73-78, 88-100, 104-116, 121-128)
  - Les plus anciennes armoiries françaises : 1127-1300 ; p. 40-60. (« Archives héraldiques suisses », 1897, p. 69-79, 94-103)
  - Notes sur quelques changements d’armoiries aux XIIe et XIIIe siècles ; p. 61- 117 (« Archives héraldiques suisses », 1899, p. 76-82, 106-116 ; 1900, p. 1- 20, 44-62)
  - Les sceaux westphaliens du Moyen Âge ; p. 118-197. (« Archives héraldiques suisses », 1903, p. 10-24, 56-87, 116-130, 148-176)
  - Simples notes sur les armoiries allemandes au XIIe s. ; p. 198-207. (« Archives héraldiques suisses », 1911, p. 145-154)
  - Note sur la composition générale des armoiries en France du XIIe au XVIIIe siècle ; p. 208-217. (« Archives héraldiques suisses », 1931, p. 41-45, 88-92)
- Comte de Paris ou duc de Madrid, étude de droit public, Paris, 1891.